# På heder och samvete (TV-serie)
På heder och samvete är en amerikansk TV-serie, inspelad från 1995 till 2005 som kretsar kring några anställda inom amerikanska marindepartementets auditörskår som åtalar, försvarar och utreder brott inom USA:s flotta och marinkår. På heder och samvete började sändas i USA 1995 på NBC och överlevde där enbart en säsong. Serien återupplivades våren 1997 på CBS där den fortsatte att gå i ytterligare nio säsonger fram till våren 2005. Serien skapades av Donald P. Bellisario och producerades i samarbete med Paramount Pictures.
Originaltiteln JAG är en förkortning av Judge Advocate General's Corps På heder och samvete fick en spinoff i dess åttonde säsong, NCIS.

## Synopsis
På heder och samvete är i huvudsak en dramaserie med omväxlande inslag av rättegångsdrama, action-scener och såpopera. Serien har beskrivits som en blandning av filmerna Top Gun och På heder och samvete, eller mellan Top Gun och Lagens änglar. Serien var i hög grad ett ensembledrama där JAG:s högkvarter, i seriens fiktion placerat i Falls Church i Virginia utanför Washington DC, var den kontinuerliga samlings- och utgångspunkten. Avsnittens manus byggde ofta vidare på samtidshändelser - mer eller mindre tagna från nyhetshändelser - som berörande den amerikanska militären både vad gäller operativa händelser; till exempel Bosnienkriget och Kosovokriget, samt efter den 11 september 2001, givetvis Kriget mot terrorismen; samt mer interna spörsmål som Tailhook-skandeln, Don't ask, don't tell, samt diverse disciplin- och brottmål i utrednings- och rättegångsfas enligt Uniform Code of Military Justice.
Huvudpersonen, som medverkande i samtliga 10 säsonger, var Harmon Rabb, Jr. (spelad av David James Elliott) som innan seriens början var en hangarfartygsbaserad stridspilot i flottan som efter en olycka togs ur flygtjänst på grund av nattblindhet. Rabb vidareutbildade sig till jurist, och i seriens pilotavsnitt återfick han sina vingar efter en hjältemodig insats.
Trots att serien utspelar sig i en fiktiv värld utan alltför många fantastiska element - med viss verklighetsförankring - så tog sig skaparna en hög grad av artistisk frihet, inte minst vad gäller auditörernas arbetsuppgifter.

## Produktion
Byggnaden som föreställer högkvarteret i Falls Church, Virginia ligger i verkligheten i Los Angeles-förstaden Pasadena och tillhör American Red Cross.
Seriens producenter samarbetade med den amerikanska marinen och man använde militärbaser i södra Kalifornien som inspelningsplatser med jämna mellanrum, främst Naval Base Ventura County. Den 12–14 juli 1999 spelade man in scener med huvudrollsinnehavarna ombord på hangarfartyget USS John C. Stennis (CVN-74) utanför Kaliforniens kust för den femte säsongens första avsnitt. Avsnitten 100 & 101 i följetongen Boomerang, också i den femte säsongen, spelades in i februari 2000 i Sydney, Australien. Produktionen erhöll även assistans från australiska flottan och filmade vid deras Fleet Base East. Man filmade även vid Sydneys operahus, Bondi Beach och flygplatsen Kingsford Smith International Airport.

## Karaktärer

### Huvudkaraktärer

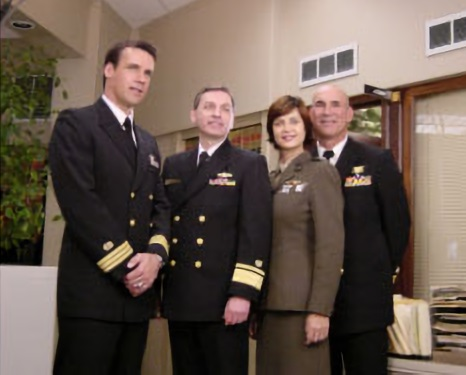
Marinens dåvarande generalauditör, konteramiral Donald Guter (mitten t.v.), besökte studion 2001-02-20 och gjorde ett cameo-framträdande i avsnittet "Liberty", i den sjätte säsongen. Från vänster till höger David James Elliott (Harm), Catherine Bell (Mac) och John M. Jackson (A.J.).

Harmon "Harm" Rabb, Jr. (David James Elliott)Harm är från första säsongen en ogift kapten med officersexamen från United States Naval Academy som under seriens gång når graden kommendör. Harm är från början en flygare för F-14 Tomcat som fick sin inspiration till att bli en marinflygare av sin far, Harmon Rabb Senior, som sköts ned i Vietnam under Vietnamkriget på julafton 1969. Jakten efter sanningen om vad som verkligen hände med hans pappa var länge ett centralt inslag i Harms liv: redan som sextonåring tog han sig till Laos och Kambodja för att söka efter sin försvunne far. I seriens fjärde säsong visar det sig att fadern togs som krigsfånge i Nordvietnam till Sovjetunionen där han avled i början av 1980-talet. Harm började läsa juridik och blev därefter placerad inom JAG efter att hans tidigare karriär som flygare tagit slut i samband med en olycka som förolyckades hans navigatör och det visade sig att han led av nattblindhet.
Sarah "Mac" MacKenzie (Catherine Bell)Mac är från början (andra säsongen) major i marinkåren och auditör vid JAG, men blir under seriens gång befordrad till överstelöjtnant. Mac är språkbegåvad och talar flytande ryska, farsi och tyska, samt har en passion för att boxas. Hon hade besvärliga uppväxtförhållanden med en alkoholiserad far och en mor som lämnade henne vid 15 års ålder. Hennes morbror överste Matthew O'Hara (Vietnamveteran och mottagare av hedersmedaljen) inspirerade henne att bli officer i marinkåren.
Budrick J. "Bud" Roberts, Jr. (Patrick Labyorteaux)Bud är under den första säsongen en återkommande karaktär som tjänstgör som pressofficer ombord på hangarfartyget USS Seahawk. I den andra säsongen kommenderas han till JAG som assistent till Harm och Mac, samtidigt som han på kvällstid läser in en juristexamen. Under den fjärde säsongen tar Bud examen och blir jurist i JAG. Under seriens gång blir han befordrad från fänrik till örlogskapten. Bud är gift med kapten Harriet Sims (Karri Turner), sedan den fjärde säsongen, och paret har flera barn. I slutet av den sjunde säsongen trampar Bud på en landmina i Afghanistan och förlorar undre delen av sitt ena ben.
Konteramiral Albert Jethro "A.J." Chegwidden (John M. Jackson)A.J. Chegwidden är en f.d. Navy SEAL och Vietnamkrigsveteran som tillträdde posten som marinens generalauditör (Judge Advocate General of the Navy) i mitten av den första säsongen. Han har en dotter, Francesca Paretti (Giuliana Santini), i Italien från ett tidigare äktenskap med Marcella Paretti (Barbara Carrera), som var dotter till Neapels borgmästare. Ofta blir A.J. något av en fadersfigur för Harmon Rabb Jr. och Sarah Mackenzie. A.J. gick i pension i slutet av den nionde säsongen. Chegwidden efterträddes i den tionde säsongen av generalmajor Gordon "Biff" Cresswell (David Andrews).
Kommendörkapten Peter Ulysses "Sturgis" Turner (Scott Lawrence)Sturgis Turner kom till JAG i början av den sjunde säsongen. Afro-amerikan och kurskamrat med Harmon Rabb vid Annapolis. Har tidigare tjänstgjort som ubåtsofficer. Son till en baptistpastor och fältpräst.
Löjtnant Meg Austin (Tracey Needham)Meg är förutom auditör också en datorexpert. Meg förekommer enbart i den första säsongen.

### Återkommande karaktärer
- Generalauditörens skrivbiträde
  - Jason Tiner (Chuck Carrington) säsong 2-9 (102 avsnitt).
  - Jennifer Coates (Zoe McLellan) säsong 7-10 (63 avsnitt); växte upp i ett strängt prästhem och har ett kriminellt förflutet. Var krediterad som en av huvudrollsinnehavarna under säsong 10.
- Marinministern (SECNAV)
  - Alexander Nelson (Paul Collins) säsong 1-8 (32 avsnitt); marinminister och amiral Chegwiddens närmast överordnade.
  - Edward Sheffield (Dean Stockwell) säsong 8-10 (11 avsnitt); tidigare senator i underrättelseutskottet som i början av den åttonde säsongen efterträdde Nelson som marinminister. Valde att frivilligt ställa sig inför internationella brottsmålsdomstolen i Haag för händelser under Irak-kriget.[12]
- Thomas "Tom" Boone (Terry O'Quinn) säsong 1-8 (10 avsnitt); bäste vän till Harms framlidne far och en mycket erfaren flygare. Var i pilotavsnittet kommendör och chef för flygflottiljen ombord på USS Seahawk. Befordras till konteramiral och var nominerad till viceamiral men blev anklagades för krigsförbrytelser under Vietnamkriget med anknytning till Phoenixprogrammet.[13]
- Mic Brumby (Trevor Goddard) säsong 4-7 (42 avsnitt); utbytesofficer från Royal Australian Navy, var ett tag förlovad med Mac.
- Teresa Coulter (Trisha Yearwood) säsong 3-7 (7 avsnitt); reservofficer och rättsläkare.
- Victor "Gunny" Galindez (Randy Vasquez) säsong 5-9; underofficer i marinkåren med erfarenhet som polis i delstaten New Mexico. Arbetade vid JAG men bad om att få bli överförd till stridande förband efter 11 september-attackerna.
- Roberta "Bobbi" Latham (Anne-Marie Johnson) säsong 3-7 (17 avsnitt); Ledamot av representanthuset från Detroit med intresse för kvinnofrågor. Examen från Yale Law School.
- Clark Palmer (Peter Murnik) säsong 3-6 (7 avsnitt); f.d. hemlig agent för fiktiva säkerhetstjänsten DSD (Defense Security Division) som försökt döda Harmon Rabb flera gånger.
- Renee Peterson (Cindy Ambuehl) säsong 5-8 (24 avsnitt); TV-producent och flickvän till Harmon Rabb.
- Caitlin "Kate" Pike (Andrea Parker) säsong 1-6 (5 avsnitt); Harms första partner i pilotavsnittet. Kate återkom i tre avsnitt under den första säsongen samt i ett avsnitt i den sjätte säsongen.
- Clayton Webb (Steven Culp) säsong 2-10 (41 avsnitt); arbetar åt CIA, även om han under den andra och tredje säsongen hävdade att han arbetade för utrikesdepartementet. Kommer från en spionfamilj, fadern arbetade för CIA och modern för NSA.

### Som sig själva
Bland de personer som "spelar sig själva" kan nämnas Oliver North, Jay Leno och Bill O'Reilly. Under främst den första säsongen använde man sig flera gånger av befintliga filmsekvenser med Bill Clinton i kombination med olika filmtekniker för att i likhet med filmer som Forrest Gump och Kontakt få det att se ut som att han var där på riktigt. Filmklipp med George W. Bush förekom efter att denne blev USA:s president.

## Koppling till TV-serien NCIS
Kriminalserien NCIS, även den en skapelse av Bellisario, är en spinoff som utspelas i samma fiktiva värld där huvudpersonerna istället för uniformerade militärjurister är civila special-agenter inom Naval Criminal Investigative Service. Pilotavsnittet för NCIS var en tvådelad följetong i På heder och samvetes åttonde säsong.

## Avsnitt
| Nr                 | Titel                              | Ursprungligt visningsdatum i USA |
| ------------------ | ---------------------------------- | -------------------------------- |
| 1.01 (1.01 & 1.02) | A New Life (förlängt pilotavsnitt) | 23 september 1995                |
| 1.03               | Shadow                             | 30 september 1995                |
| 1.04               | Desert Son                         | 7 oktober 1995                   |
| 1.05               | Déjà Vu                            | 21 oktober 1995                  |
| 1.06               | Pilot Error                        | 28 oktober 1995                  |
| 1.07               | War Cries                          | 4 november 1995                  |
| 1.08               | Brig Break                         | 2 december 1995                  |
| 1.09               | Scimitar                           | 9 december 1995                  |
| 1.10               | Boot                               | 6 januari 1996                   |
| 1.11               | Sightings                          | 13 januari 1996                  |
| 1.12               | The Brotherhood                    | 3 februari 1996                  |
| 1.13               | Defensive Action                   | 13 mars 1996                     |
| 1.14               | Smoked                             | 20 mars 1996                     |
| 1.15               | Hemlock                            | 27 mars 1996                     |
| 1.16               | High Ground                        | 3 april 1996                     |
| 1.17               | Black Ops                          | 10 april 1996                    |
| 1.18               | Survivors                          | 17 april 1996                    |
| 1.19               | Recovery                           | 1 maj 1996                       |
| 1.20               | The Prisoner                       | 8 maj 1996                       |
| 1.21               | Ares                               | 22 maj 1996                      |
| 1.22               | Skeleton Crew                      | Sändes aldrig i originalvisning  |

| Nr        | Titel              | Ursprungligt visningsdatum i USA |
| --------- | ------------------ | -------------------------------- |
| 2.01 (23) | We the People      | 3 januari 1997                   |
| 2.02 (24) | Secrets            | 10 januari 1997                  |
| 2.03 (25) | Jinx               | 17 januari 1997                  |
| 2.04 (26) | Heroes             | 24 januari 1997                  |
| 2.05 (27) | Crossing the Line  | 31 januari 1997                  |
| 2.06 (28) | Trinity            | 7 februari 1997                  |
| 2.07 (29) | Ghosts             | 14 februari 1997                 |
| 2.08 (30) | Full Engagement    | 21 februari 1997                 |
| 2.09 (31) | Washington Holiday | 28 februari 1997                 |
| 2.10 (32) | The Game of Go     | 28 februari 1997                 |
| 2.11 (33) | Force Recon        | 7 mars 1997                      |
| 2.12 (34) | The Guardian       | 28 mars 1997                     |
| 2.13 (35) | Code Blue          | 4 april 1997                     |
| 2.14 (36) | Cowboys & Cossacks | 11 april 1997                    |
| 2.15 (37) | Rendezvous         | 18 april 1997                    |

| Nr        | Titel                               | Ursprungligt visningsdatum i USA |
| --------- | ----------------------------------- | -------------------------------- |
| 3.01 (38) | Ghost Ship                          | 23 september 1997                |
| 3.02 (39) | The Court-Martial of Sandra Gilbert | 30 september 1997                |
| 3.03 (40) | The Good of the Service             | 7 oktober 1997                   |
| 3.04 (41) | Blind Side                          | 14 oktober 1997                  |
| 3.05 (42) | King of the Fleas                   | 21 oktober 1997                  |
| 3.06 (43) | Vanished                            | 28 oktober 1997                  |
| 3.07 (44) | Against All Enemies                 | 4 november 1997                  |
| 3.08 (45) | Above and Beyond                    | 11 november 1997                 |
| 3.09 (46) | Impact                              | 18 november 1997                 |
| 3.10 (47) | People v. Rabb                      | 25 november 1997                 |
| 3.11 (48) | Defenseless                         | 9 december 1997                  |
| 3.12 (49) | Someone to watch over Annie         | 6 januari 1998                   |
| 3.13 (50) | With Intent to Die                  | 13 januari 1998                  |
| 3.14 (51) | Father's Day                        | 3 februari 1998                  |
| 3.15 (52) | Yesterday's Heroes                  | 24 februari 1998                 |
| 3.16 (53) | Chains of Command                   | 3 mars 1998                      |
| 3.17 (54) | The Stalker                         | 17 mars 1998                     |
| 3.18 (55) | Tiger, Tiger                        | 24 mars 1998                     |
| 3.19 (56) | Death Watch                         | 31 mars 1998                     |
| 3.20 (57) | The Imposter                        | 21 april 1998                    |
| 3.21 (58) | The Return of Jimmy Blackhorse      | 28 april 1998                    |
| 3.22 (59) | Clipped Wings                       | 5 maj 1998                       |
| 3.23 (60) | Wedding Bell Blues                  | 12 maj 1998                      |
| 3.24 (61) | To Russia With Love (1/2)           | 19 maj 1998                      |

| Nr        | Titel                       | Ursprungligt visningsdatum i USA |
| --------- | --------------------------- | -------------------------------- |
| 4.01 (62) | Gypsy Eyes (2/2)            | 22 september 1998                |
| 4.02 (63) | Embassy                     | 29 september 1998                |
| 4.03 (64) | Innocence                   | 6 oktober 1998                   |
| 4.04 (65) | Going After Francesca       | 13 oktober 1998                  |
| 4.05 (66) | The Martin Baker Fan Club   | 20 oktober 1998                  |
| 4.06 (67) | Act of Terror               | 27 oktober 1998                  |
| 4.07 (68) | Angels 30                   | 3 november 1998                  |
| 4.08 (69) | Mr. Rabb Goes To Washington | 10 november 1998                 |
| 4.09 (70) | People v. Mac               | 17 november 1998                 |
| 4.10 (71) | The Black Jet               | 24 november 1998                 |
| 4.11 (72) | Jaggle Bells                | 15 december 1998                 |
| 4.12 (73) | Dungaree Justice            | 12 januari 1999                  |
| 4.13 (74) | War Stories                 | 13 januari 1999                  |
| 4.14 (75) | Webb of Lies                | 9 februari 1999                  |
| 4.15 (76) | Rivers' Run                 | 16 februari 1999                 |
| 4.16 (77) | Silent Service              | 23 februari 1999                 |
| 4.17 (78) | Nobody's Child              | 2 mars 1999                      |
| 4.18 (79) | Shakedown                   | 30 mars 1999                     |
| 4.19 (80) | The Adversaries             | 13 april 1999                    |
| 4.20 (81) | Second Sight                | 27 april 1999                    |
| 4.21 (82) | Wilderness of Mirrors       | 4 maj 1999                       |
| 4.22 (83) | Soul Searching              | 11 maj 1999                      |
| 4.23 (84) | "Yeah, Baby"                | 18 maj 1999                      |
| 4.24 (85) | Goodbyes                    | 25 maj 1999                      |

| Nr         | Titel                           | Ursprungligt visningsdatum i USA |
| ---------- | ------------------------------- | -------------------------------- |
| 5.01 (86)  | King of the Greenie Board (1/2) | 21 september 1999                |
| 5.02 (87)  | Rules of Engagement (2/2)       | 28 september 1999                |
| 5.03 (88)  | True Callings                   | 5 oktober 1999                   |
| 5.04 (89)  | The Return                      | 12 oktober 1999                  |
| 5.05 (90)  | Front and Center                | 19 oktober 1999                  |
| 5.06 (91)  | Psychic Warrior                 | 2 november 1999                  |
| 5.07 (92)  | Rogue                           | 9 november 1999                  |
| 5.08 (93)  | The Colonel's Wife              | 16 november 1999                 |
| 5.09 (94)  | Contemptuous Words              | 23 november 1999                 |
| 5.10 (95)  | Mishap                          | 30 november 1999                 |
| 5.11 (96)  | Ghosts of Christmas Past        | 14 december 1999                 |
| 5.12 (97)  | Into the Breech                 | 11 januari 2000                  |
| 5.13 (98)  | Life or Death                   | 18 januari 2000                  |
| 5.14 (99)  | Cabin Pressure                  | 1 februari 2000                  |
| 5.15 (100) | Boomerang, Part 1               | 8 februari 2000                  |
| 5.16 (101) | Boomerang, Part 2               | 15 februari 2000                 |
| 5.17 (102) | People v. Gunny                 | 22 februari 2000                 |
| 5.18 (103) | The Bridge At Kang So Ri        | 29 februari 2000                 |
| 5.19 (104) | Promises                        | 28 mars 2000                     |
| 5.20 (105) | Drop Zone                       | 4 april 2000                     |
| 5.21 (106) | The Witches of Gulfport         | 25 april 2000                    |
| 5.22 (107) | Overdue & Presumed Lost         | 2 maj 2000                       |
| 5.23 (108) | Real Deal Seal                  | 9 maj 2000                       |
| 5.24 (109) | Body Talk                       | 16 maj 2000                      |
| 5.25 (110) | Surface Warfare                 | 23 maj 2000                      |

| Nr         | Titel                              | Ursprungligt visningsdatum i USA |
| ---------- | ---------------------------------- | -------------------------------- |
| 6.01 (111) | Legacy, Part 1                     | 3 oktober 2000                   |
| 6.02 (112) | Legacy, Part 2                     | 10 oktober 2000                  |
| 6.03 (113) | Florida Straits                    | 17 oktober 2000                  |
| 6.04 (114) | Flight Risk                        | 24 oktober 2000                  |
| 6.05 (115) | JAG TV                             | 31 oktober 2000                  |
| 6.06 (116) | The Princess and the Petty Officer | 14 november 2000                 |
| 6.07 (117) | A Separate Peace, Part 1           | 21 november 2000                 |
| 6.08 (118) | A Separate Peace, Part 2           | 28 november 2000                 |
| 6.09 (119) | Family Secrets                     | 12 december 2000                 |
| 6.10 (120) | Touch and Go                       | 9 januari 2001                   |
| 6.11 (121) | Baby, It's Cold Outside            | 16 januari 2001                  |
| 6.12 (122) | Collision Course                   | 30 januari 2001                  |
| 6.13 (123) | Miracles                           | 6 februari 2001                  |
| 6.14 (124) | Killer Instinct                    | 13 februari 2001                 |
| 6.15 (125) | Iron Coffin                        | 20 februari 2001                 |
| 6.16 (126) | Retreat, Hell                      | 27 februari 2001                 |
| 6.17 (127) | Valor                              | 13 mars 2001                     |
| 6.18 (128) | Liberty                            | 27 mars 2001                     |
| 6.19 (129) | Salvation                          | 10 april 2001                    |
| 6.20 (130) | To Walk on Wings                   | 24 april 2001                    |
| 6.21 (131) | Past Tense                         | 1 maj 2001                       |
| 6.22 (132) | Lifeline                           | 8 maj 2001                       |
| 6.23 (133) | Mutiny                             | 15 maj 2001                      |
| 6.24 (134) | Adrift, Part 1                     | 22 maj 2001                      |

| Nr         | Titel                | Ursprungligt visningsdatum i USA |
| ---------- | -------------------- | -------------------------------- |
| 7.01 (135) | Adrift, Part 2       | 25 september 2001                |
| 7.02 (136) | New Gun in Town      | 2 oktober 2001                   |
| 7.03 (137) | Measure of Men       | 9 oktober 2001                   |
| 7.04 (138) | Guilt                | 16 oktober 2001                  |
| 7.05 (139) | Mixed Messages       | 23 oktober 2001                  |
| 7.06 (140) | Redemption           | 30 oktober 2001                  |
| 7.07 (141) | Ambush               | 6 november 2001                  |
| 7.08 (142) | Jagathon             | 13 november 2001                 |
| 7.09 (143) | Dog Robber, Part 1   | 20 november 2001                 |
| 7.10 (144) | Dog Robber, Part 2   | 27 november 2001                 |
| 7.11 (145) | Answered Prayers     | 11 december 2001                 |
| 7.12 (146) | Capital Crime        | 8 januari 2002                   |
| 7.13 (147) | Code of Conduct      | 15 januari 2002                  |
| 7.14 (148) | Odd Man Out          | 22 januari 2002                  |
| 7.15 (149) | Head to Toe          | 5 februari 2002                  |
| 7.16 (150) | The Mission          | 26 februari 2002                 |
| 7.17 (151) | Exculpatory Evidence | 5 mars 2002                      |
| 7.18 (152) | Hero Worship         | 12 mars 2002                     |
| 7.19 (153) | First Casualty       | 26 mars 2002                     |
| 7.20 (154) | Port Chicago         | 9 april 2002                     |
| 7.21 (155) | Tribunal             | 30 april 2002                    |
| 7.22 (156) | Defending His Honor  | 7 maj 2002                       |
| 7.23 (157) | In Country (1/3)     | 14 maj 2002                      |
| 7.24 (158) | Enemy Below (2/3)    | 21 maj 2002                      |

| Nr         | Titel                          | Ursprungligt visningsdatum i USA |
| ---------- | ------------------------------ | -------------------------------- |
| 8.01 (159) | Critical Condition (3/3)       | 24 september 2002                |
| 8.02 (160) | The Promised Land              | 1 oktober 2002                   |
| 8.03 (161) | Family Business                | 8 oktober 2002                   |
| 8.04 (162) | Dangerous Game                 | 15 oktober 2002                  |
| 8.05 (163) | In Thin Air                    | 22 oktober 2002                  |
| 8.06 (164) | Offensive Action               | 29 oktober 2002                  |
| 8.07 (165) | Need to Know                   | 5 november 2002                  |
| 8.08 (166) | Ready or Not                   | 12 november 2002                 |
| 8.09 (167) | When the Bough Breaks          | 19 november 2002                 |
| 8.10 (168) | The Killer                     | 26 november 2002                 |
| 8.11 (169) | All Ye Faithful                | 17 december 2002                 |
| 8.12 (170) | Complications                  | 7 januari 2003                   |
| 8.13 (171) | Standards of Conduct           | 21 januari 2003                  |
| 8.14 (172) | Each of Us Angels              | 4 februari 2003                  |
| 8.15 (173) | Friendly Fire                  | 11 februari 2003                 |
| 8.16 (174) | Heart and Soul                 | 18 februari 2003                 |
| 8.17 (175) | Empty Quiver                   | 25 februari 2003                 |
| 8.18 (176) | Fortunate Son                  | 18 mars 2003                     |
| 8.19 (177) | Second Acts                    | 1 april 2003                     |
| 8.20 (178) | Ice Queen (NCIS Spinoff del 1) | 22 april 2003                    |
| 8.21 (179) | Meltdown (NCIS Spinoff del 2)  | 29 april 2003                    |
| 8.22 (180) | Lawyers, Guns, and Money       | 6 maj 2003                       |
| 8.23 (181) | Pas de Deux                    | 13 maj 2003                      |
| 8.24 (182) | A Tangled Webb, Part 1         | 20 maj 2003                      |

| Nr         | Titel                     | Ursprungligt visningsdatum i USA |
| ---------- | ------------------------- | -------------------------------- |
| 9.01 (183) | A Tangled Webb, Part 2    | 26 september 2003                |
| 9.02 (184) | Shifting Sands            | 3 oktober 2003                   |
| 9.03 (185) | Secret Agent Man          | 10 oktober 2003                  |
| 9.04 (186) | The One That Got Away     | 17 oktober 2003                  |
| 9.05 (187) | Touchdown                 | 24 oktober 2003                  |
| 9.06 (188) | Back in the Saddle        | 31 oktober 2003                  |
| 9.07 (189) | Close Quarters            | 7 november 2003                  |
| 9.08 (190) | Posse Comitatus           | 14 november 2003                 |
| 9.09 (191) | The Boast                 | 21 november 2003                 |
| 9.10 (192) | Pulse Rate                | 2 december 2003                  |
| 9.11 (193) | A Merry Little Christmas  | 12 december 2003                 |
| 9.12 (194) | A Girl's Best Friend      | 9 januari 2004                   |
| 9.13 (195) | Good Intentions           | 16 januari 2004                  |
| 9.14 (196) | People v. SECNAV          | 6 februari 2004                  |
| 9.15 (197) | Crash                     | 13 februari 2004                 |
| 9.16 (198) | Persian Gulf              | 20 februari 2004                 |
| 9.17 (199) | Take It Like a Man        | 27 februari 2004                 |
| 9.18 (200) | What If?                  | 12 mars 2004                     |
| 9.19 (201) | Hard Time                 | 2 april 2004                     |
| 9.20 (202) | Fighting Words            | 30 april 2004                    |
| 9.21 (203) | Coming Home               | 7 maj 2004                       |
| 9.22 (204) | Trojan Horse              | 14 maj 2004                      |
| 9.23 (205) | Hail and Farewell, Part 1 | 21 maj 2004                      |

| Nr          | Titel                                           | Ursprungligt visningsdatum i USA |
| ----------- | ----------------------------------------------- | -------------------------------- |
| 10.01 (206) | Hail and Farewell, Part 2                       | 24 september 2004                |
| 10.02 (207) | Corporate Raiders                               | 1 oktober 2004                   |
| 10.03 (208) | Retrial                                         | 15 oktober 2004                  |
| 10.04 (209) | Whole New Ball Game                             | 29 oktober 2004                  |
| 10.05 (210) | This Just In from Baghdad                       | 5 november 2004                  |
| 10.06 (211) | One Big Boat                                    | 12 november 2004                 |
| 10.07 (212) | Camp Delta                                      | 19 november 2004                 |
| 10.08 (213) | There Goes the Neighborhood                     | 26 november 2004                 |
| 10.09 (214) | The Man on the Bridge                           | 10 december 2004                 |
| 10.10 (215) | The Four Percent Solution                       | 17 december 2004                 |
| 10.11 (216) | Automatic for the People                        | 7 januari 2005                   |
| 10.12 (217) | The Sixth Juror                                 | 14 januari 2005                  |
| 10.13 (218) | Heart of Darkness                               | 4 februari 2005                  |
| 10.14 (219) | Fit for Duty                                    | 11 februari 2005                 |
| 10.15 (220) | Bridging the Gulf                               | 18 februari 2005                 |
| 10.16 (221) | Straits of Malacca                              | 25 februari 2005                 |
| 10.17 (222) | JAG: San Diego                                  | 11 mars 2005                     |
| 10.18 (223) | Death at the Mosque                             | 1 april 2005                     |
| 10.19 (224) | Two Towns                                       | 8 april 2005                     |
| 10.20 (225) | Unknown Soldier                                 | 15 april 2005                    |
| 10.21 (226) | Dream Team                                      | 22 april 2005                    |
| 10.22 (227) | Fair Winds and Following Seas (sista avsnittet) | 29 april 2005                    |

## På svenska TV-kanaler
| ”                                      | Långt från "Rederiets" Freja stävar "Seahawk" fram, ett hangarfartyg där stridsplan lyfter och landar, havet rullar och stämningen är tuff. En av krigsfartygets kvinnliga piloter hittas död i havet. Vad har hänt? Självmord, olycka - eller mord? | „ |
| – Ammi Bohm, Expressen, september 1996 | |   |

Det första avsnittet av På heder och samvete visades i svensk TV på TV3 den 8 september 1996 och hade som mest 408 000 tittare under den första säsongen. På TV3 fortsatte serien att visas fram till dess att det sista avsnittet sändes den 26 februari 2006. Repriser har förutom på TV3 även visats på ZTV, Viasat Nature/Crime och på TV8.

### Notförteckning
1. ↑  Den korrekta förkortningen för Judge Advocate General's Corps är JAGC. En auditör Judge Advocate förkortas JA.
2. ↑  Sidén, Hans, Flott flottist som lagens väktare, Göteborgs-Posten, 1996-09-22
3. 1 2  Berglund, Lars Olof, DAGENS TV-VAL: söndag 8 SEPTEMBER, Aftonbladet, 1996-09-05
4. ↑  http://redcrossla.org/sangabrielpomonavalley/about/rent/ Arkiverad 28 januari 2011 hämtat från the Wayback Machine. (engelska), läst 2011-01-27
5. ↑  https://web.archive.org/web/20000930162225/http://www.cvn74.navy.mil/statesman_on-line/pages/jag.htm (engelska), läst 2011-01-02
6. ↑  www.defence.gov.au/news/navynews/editions/2000/02_07_00/story04.htm (engelska) Arkiverad 4 april 2012 hämtat från the Wayback Machine., läst 2011-01-25
7. ↑  Säsong 1, avsnitt 14, Smoked
8. ↑  Säsong 3, Avsnitt 13, With Intent to Die
9. ↑  Säsong 3, Avsnitt 17, The Stalker
10. ↑  Säsong 3, Avsnitt 22, Clipped Wings
11. ↑  Säsong 4, avsnitt 4, Going After Francesca
12. ↑  Säsong 9, avsnitt 14, People v. SECNAV
13. ↑  Säsong 6, avsnitt 6-7, A Separate Peace
14. ↑  Säsong 1, avsnitt 4, Desert Son
15. ↑  Säsong 1, avsnitt 15, Hemlock
16. ↑  Säsong 8, avsnitt 8, Ready or Not
17. ↑  Säsong 1, avsnitt 1-2, A New Life
18. ↑  Säsong 8, avsnitt 15, Friendly Fire
19. ↑  Säsong 1, avsnitt 3, Shadow
20. ↑  Säsong 1, avsnitt 9, Scimitar
21. ↑  Säsong 2, avsnitt 1, We the People
22. ↑  Säsong 3, avsnitt 8, Above and Beyond
23. ↑  Säsong 5, avsnitt 9, Contemptuous Words
24. ↑  Säsong 8, avsnitt 20-21, Ice Queen & Meltdown
25. ↑  Fortsättning på första säsongens sista avsnitt, "Skeleton Crew".
26. ↑  Bohm, Ammi, TV-TIPS, Expressen, 1996-09-05
27. ↑  Osignerad, Piloten som blev advokat, Helsingborgs Dagblad, 1997-09-21
28. ↑  Björkman, Anders, BJÖRKMANS TV. Varför fick vi ingen kaka till kaffet?, Expressen, 2006-02-26